# プロ野球 ファミスタ エボリューション
『プロ野球 ファミスタ エボリューション』（プロやきゅう ファミスタ エボリューション）は、バンダイナムコエンターテインメントより2018年8月2日に発売されたNintendo Switch用野球ゲーム。
Switchにおけるファミスタシリーズ第1作。また今作のみだが、総合学園ヒューマンアカデミーとの共同開発を行っており、12球団とメタルズの一部選手イラストや試合時の一部BGMをヒューマンアカデミーの生徒が担当している。

## 概要
基本的なゲームシステムは前年に発売されたニンテンドー3DS用ソフト『プロ野球 ファミスタクライマックス』（以下、前作）から大きく変更されていないが、今作から選手のサブポジションが最大2つになった他、投手がサブポジションを持てるようになった。また、新たに打球角度と打撃特性が搭載。打球角度は5段階に分かれており、打球角度が高いほどホームラン性の当たりが出やすくなっており、打撃特性はその特性の色が濃ければその方向に打ちやすくなるという特徴になる。操作方法では新たに流し打ちと引っ張り打ちが登場。ZLボタンかZRボタンを押しながらスイングするとことで流し打ちや引っ張り打ちを打つことが可能。
発売時の期間限定特典として、ナムコスターズでドリームペナントや対戦で使えるやまもも（山本昌の登録名、名球会と決め球が違うのが特徴。）、たなはし（新日本プロレスの棚橋弘至の登録名）、えむしゆ（ラッパー、MCUの登録名）、新日本プロレスでパワーアップしたファミスタくんこと超ファミスタくんが使用できるダウンロード番号と、1992年発売の『スーパーファミスタ』を基に最新の選手データを搭載したソフト『スーパーファミスタレトロ2018』のダウンロード番号がプレゼントされた。

## モード
おなじみファミスタ
「いつもの」ファミスタルールで気軽に試合で遊べるオープン戦、2017年プロ野球全143試合を戦うプロ野球ペナントレース、操作方法が学べるトレーニングモードが搭載。
ドリームペナント
選手を集めて、育てて、チームを作り上げるモード。前作同様マップを進みながら選手を集めたりパワーアップしていく内容。育成したチームはファミネットやおなじみファミスタで使用可能。
ファミスタファンタジー
「マイ選手」を育成することが出来る新モード。プレイヤーは「勇者」となって魔物を倒しながらファミスタワーの頂上を目指すアクションRPG風の育成ゲーム。拾ったアイテムや経験値で能力を振り分けることが出来、育てた選手はドリームペナントで使用可能となる。
おすそ分けファミスタ
2人から4人まででおなじみファミスタを遊べる新モード。
ボード de ファミスタ
新モード。2人か1人でJoyｰConを使用して野球盤のようなファミスタをプレイすることが出来る。
ファミネット
オンラインで対人プレイが可能な「オンライン対戦」、近くの人と対人プレイが可能な「ローカル対戦」、そして今回は新たに近くの人と選手カードを交換することが出来る「選手トレード」が行えるようになった。
他にも設定を変更できるオプション、パスワードの入力や追加コンテンツを購入できるスペシャルが搭載されている。

## 収録チーム
今作でもアップデートにより現役選手やオリジナル選手が追加される他、ファミスタでは初となるトレードによるシーズン途中移籍が反映されるようになった。
- パシフィック・リーグ
  - 北海道日本ハムファイターズ
  - 福岡ソフトバンクホークス
  - 千葉ロッテマリーンズ
  - 埼玉西武ライオンズ
  - 東北楽天ゴールデンイーグルス
  - オリックス・バファローズ
- セントラル・リーグ
  - 広島東洋カープ
  - 読売ジャイアンツ
  - 横浜DeNAベイスターズ
  - 阪神タイガース
  - 東京ヤクルトスワローズ
  - 中日ドラゴンズ

- 前作から引き続き登場するオリジナルチーム
  - ナムコスターズ
  - ブラックナムコスターズ[注 1]（ドリームペナントを進めると使用可能できる隠しチーム）
  - メタルズ（ドリームペナントを進めると使用可能できる隠しチーム）
  - 日本プロ野球名球会
  - 女子プロ野球選抜[注 2]

- 今作から新たに登場したオリジナルチーム
  - 日本プロ野球OBクラブ
  - BCリーグ選抜
  - 四国IL選抜
  - 女子ソフト選抜
  - 早稲田大学
  - 慶應義塾大学
  - 法政大学
  - 明治大学
  - 東京大学
  - 立教大学

## ドリームペナント
前作から以下の要素が追加された。
- 秘書が登場
  - シーズン開幕時に吉乃ひとみ（試合で得られる経験値とFPがわずかに上昇）、安駄婆（試合で得られる経験値が減る反面、FPが大きく上昇）、受付小町（試合で得られるFPが減る反面、経験値が大きく上昇）、イシター（試合で経験値が僅かに増える他、選手が好調になる選手が多くなる）、アチャ（試合で得られる経験値とFPがランダムでアップしたりダウンしたりする）の5人から選択する。試合に勝利する毎に好感度が上がり、秘書の効果が上昇する。
- ファミスタンプが登場
  - ファミスタンプを貯めると後述するアイテムやファミめし、サバイバルロードで使用出来るサバイバルチケットを入手出来る。
- 対戦チームが切り替わるタイミングでのキャンプやショップなどが2つから選べる
- アイテム・ファミめしの登場
  - 試合前にアイテムは最大3個まで、ファミめしは1つまで使用することができ、一試合のみチームの能力などを上げたり、敵チームの能力を下げたりすることが出来る。
- 試合中に観客ミッションが出る
  - 観客ミッションを成功するとFP・アイテム・ファミめしのいずれかが入手できる。
- 「サバイバルロード」モードが新登場
  - ファミスタンプの報酬などで入手できるサバイバルチケットを使用して挑戦できる。試合に勝利すると選手カードやアイテムなどを入手し、最終戦以外は次の試合に進むが、敗北した場合はそこで終了する。また、ナムコスターズ・マスコット選手・名球会およびOBクラブ所属選手・メタルズ・ブラックナムコスターズ・首脳陣はこのモードでしか入手できない。

## 球場
NPB12球団のフランチャイズ球場（全13球場）に加え、ゲームオリジナル球場（3球場）が使用可能。また、今作からドーム球場を除いた球場でナイトゲームが可能になっている。

### プロ球団球場
- セントラル・リーグ
  - MAZDA Zoom-Zoomスタジアム広島（広島東洋カープ本拠地）
  - 東京ドーム（読売ジャイアンツ本拠地）
  - 横浜スタジアム（横浜DeNAベイスターズ本拠地）
  - 明治神宮野球場（東京ヤクルトスワローズ本拠地）
  - 阪神甲子園球場（阪神タイガース本拠地）
  - ナゴヤドーム（中日ドラゴンズ本拠地）
- パシフィックリーグ
  - 札幌ドーム（北海道日本ハムファイターズ本拠地）
  - 福岡 ヤフオク!ドーム（福岡ソフトバンクホークス本拠地）
  - ZOZOマリンスタジアム（千葉ロッテマリーンズ本拠地）
  - メットライフドーム（埼玉西武ライオンズ本拠地）
  - 楽天生命パーク宮城（東北楽天ゴールデンイーグルス本拠地）
  - 京セラドーム大阪（オリックス・バファローズ本拠地）
  - ほっともっとフィールド神戸（オリックス・バファローズ準本拠地）

### ゲームオリジナル球場
- かせんじき球場
  - その名の通り河川敷に作られた球場。フェンスまでの距離が非常に短く、乱打戦になりやすい特徴がある。唯一デイゲームとナイトゲームが非対応の球場となっている。
- ピッカリスタジアム
  - ナムコスターズ本拠地球場。今作からスタジアムの外観がリニューアルしており、スタジアム外では観覧車やフリーフォールなどテーマパークのような外観となっている。
- がいこくパーク
  - まるでアメリカの球場のような球場。フェンスの高さと形状はレフト側のフェンスが高く右中間が極端に広い、左右非対称の球場。真ん中にはグローブのモニュメントが置かれている。

## テーマ曲
- ファミスタ エボリューション
  - 作詞＆作曲＆歌 ｰ MCU